# Мане, Жюли
Жюли Мане (фр. Julie Manet; 14 ноября 1878, Париж — 1966, там же) — французская художница, коллекционер и меценат. Будучи дочерью Берты Моризо, она уже с детства знала многих художников, которые часто её портретировали. Её дневник того периода (1893—1899) переведён на многие языки.

## Детство и юность
Жюли Мане была единственным ребёнком Берты и Эжена Мане. Её мать была ещё до замужества известной художницей и оставила свою девичью фамилию в качестве псевдонима. У отца Жюли не было профессии, он жил с доходов семьи. Его братом был живописец Эдуард Мане, который с 1868 года был дружен с Бертой Моризо.
Родители Жюли жили в большом доме на улице де Виллежюст (сегодняшняя улица Поля Валери) вблизи площади Шарля де Голя. Ещё ребёнком Жюли Мане была знакома со многими художниками собиравшимися в салоне её родителей — Гюставом Кайботтом, Пьером-Огюстом Ренуаром, Эдгаром Дега, Пюви де Шаванном, Джеймсом Уистлером и Клодом Моне. К этому кругу принадлежал и поэт Стефан Малларме.
Ещё будучи совсем маленькой она позировала для своего дяди Эдуарда Мане. На портретном эскизе «Жюли Мане сидящая на лейке» изображена четырёхлетняя Жюли. Помимо портретов принадлежащих кисти Пьера Огюста Ренуара, она была излюбленным мотивом на многих работах своей матери. Также единственная бронзовая пластика созданная Бертой Моризо — бюст её дочери.
Жюли Мане получила разностороннее образование. К нему принадлежали уроки английской и французской литературы, игра на флейте, фортепиано и скрипке. Она занималась теорией музыки, интерпретацией и композицией. Вместе с матерью она путешествовала по Бельгии, Нидерландам и Италии. С Дега она ходила в Лувр. Жюли Мане посещала многочисленные выставки и видела полотна из частных коллекций.
Берта Моризо давала ей уроки живописи и рисования. У её матери никогда не было своего ателье, она постоянно работала дома, так что Жюли с раннего детства приобщилась к живописи.
После смерти отца в 1893 году и два года позднее матери, Жюли в 17 лет стала круглой сиротой. Заботу о ней взял на себя Стефан Малларме. Жюли Мане жила после смерти родителей вместе со своими кузинами Паулой (1867—1946) и Жанни Гобиллар (1877—1970) в доме родителей на улице Виллежюст.

## Личная жизнь
Через Эдгара Дега она познакомилась со своим будущим мужем художником Эрне Руаром (1874—1942). Его отец Анри Руар (1833—1912), тоже живописец, был со школьной скамьи другом Эдгара Дега.
В 1900 году состоялась двойная свадьба — кузина Жюли, Жанни Гобиллар, в тот же день вышла замуж за Поля Валери. У Жюли и Эрне Руара было трое сыновей — Жюльен, Клеман и Дени.
У Жюли было трое детей: Жюльен (родился в 1901 году), Клеман (родился в 1906 году) и Дени (родился в 1908 году). Жюльен и Дени унаследовали несколько картин Моризо, которые сейчас находятся в Музее Мармоттан-Моне.

## Творчество
Жюли Руар посвятила себя живописи. Её стиль был похож на стиль её матери. Очень часто она портретировала женщин из своего окружения. Со своим мужем она создавала фрески в замке Меснил Сент Лоран. Позднее она расписывала фарфоровые блюда, для которых главным мотивом были бабочки и другие насекомые. Кроме этого она вместе со своим мужем принимала участие в организации крупных выставок. К ним принадлежали ретроспектива Мане в 1932 году, посвящённая 100-летию со дня рождения живописца, выставка работ Дега в 1937 году и Берты Моризо в 1941 году. Уже при жизни она дарила многочисленные полотна своего дяди Эдуарда Мане и матери Берты Моризо музеям. Позднее её дети также передавали музеям полотна из коллекции Руар.

## Дневник
Жюли Мане регулярно вела с 1893 года дневник. После её смерти дети решили опубликовать записи 1893—1899 годов в виде книги. В ней описаны многочисленные встречи с живописцами в Париже в конце 19 столетия. Помимо записок о путешествиях в книге упоминаются также визит российского императора Николая II и дело Дрейфуса. Книга Жюли Мане была переведена на многие языки.

## Галерея
- Эдуард Мане, Жюли Мане сидящая на лейке, 1882, частное собрание
- Берта Моризо Жюли с собакой, 1893, Музей Мармоттан-Моне
- Ренуар, Берта Моризо с дочерью Жюли, 1894, частное собрание
- Ренуар, Портрет Жюли Мане, 1894, Музей Мармоттан-Моне, Париж